# Colargol
Pour la série télévisée, voir Colargol (série télévisée).
 (octobre 2023).
Si vous disposez d'ouvrages ou d'articles de référence ou si vous connaissez des sites web de qualité traitant du thème abordé ici, merci de compléter l'article en donnant les références utiles à sa vérifiabilité et en les liant à la section « Notes et références ».
Colargol est un ours de fiction créé dans les années 1950 par Olga Pouchine, qui raconte ses aventures à son fils le soir. Il est également le héros d'une série télévisée du même nom, diffusée à partir de 1970.
Colargol est un ourson qui ne pense qu'à s'amuser. Il croit savoir chanter mais dès qu'il ouvre la bouche, c'est une catastrophe. Ses amis les oiseaux le conduisent chez leur roi, qui lui remet un sifflet et fait de lui un ourson chanteur.
C'est à Victor Villien — également co-auteur de certaines musiques de Bonne nuit les petits — et Mireille que l'on doit deux disques 45 tours parus en 1960 chez Philips et racontant en chansons la vie du petit ourson qui « chante en Fa en Sol ». Le succès fut considérable et donna suite à huit autres albums, rassemblés dans une collection intitulée « Les Aventures de l'ours Colargol, opérette pour les enfants ».

## Livres-disques
1. Colargol et le roi des Oiseaux (1960)
2. Colargol chanteur de cirque (1960)
3. Colargol moussaillon (1962)
4. Colargol au Pôle Nord (1962)
5. Colargol et le cerf-volant (1963)
6. Colargol sur la lune (1963)
7. Colargol retrouve Nordine (1964)
8. Colargol ourson d'honneur (1964)
9. Colargol et la Reine Elisabeille (1967)
10. Colargol et les méchantes guêpes (1967)